# Issei Yoshino
Issei Yoshino (吉野 一生 Yoshino Issei?) (nacido el 3 de agosto de 1964 en Kawaguchi, Saitama, Japón, fallecido el 11 de agosto de 1996) fue un destacado maestro japonés de la papiroflexia u origami.
Fue, hasta su prematura muerte a los 32 años, el más representativo de la joven generación de plegadores japoneses de la agrupación Origami Tanteidan. Sus modelos de esqueletos de dinosaurios de origami ("Tyrannosaurus rex", "Triceratops"), entre otros, le dieron notoriedad mundial como creador de modelos complejos de origami.

## Información biográfica
Después de graduarse en la Kawaguchi Technical High School, Issei inició sus estudios en un instituto aeronáutico ya que quería ser ingeniero aeronáutico. Aunque posteriormente decidió seguir estudios en computación, siempre mantuvo interés en la aeronáutica, llegando a diseñar varios modelos de origami de famosos jets de la época. Trabajó en la Digital Service Corp. en Tokio.
Issei Yoshino comenzó a crear modelos de papiroflexia a los quince años, mientras se encontraba cursando la escuela secundaria, siendo un águila en vuelo su primer diseño conocido.
Fue uno de los miembros fundadores del grupo de creadores de origami "Origami Tanteidan" ("Origami Detectives" ahora conocido como "Japan Origami Academic Society" o JOAS) formado en 1989, y pronto se destacó como uno de sus más brillantes creadores de modelos de papiroflexia.
Yoshino fue uno de los primeros plegadores en utilizar programas gráficos en computadoras para realizar los diagramas de plegado de sus modelos.
La prematura muerte de Issei Yoshino, a consecuencia de un cáncer, dejó al origami japonés sin su mayor creativo. Hoy, pese al tiempo transcurrido, sus modelos no han envejecido y siguen siendo ejemplo de virtuosismo y elegancia en el arte de la papiroflexia.
La JOAS, con base en donaciones de sus miembros, creó el fondo Issei Yoshino Fund para conmemorar a Issei Yoshino, e invitar a jóvenes y destacados origamistas de todo el Mundo a participar en las convenciones anuales Origami Tanteidan en Japón.

## Creaciones
Al contrario de otros creadores contemporáneos de figuras de origami, que trazan los "crease patterns" o cp de los modelos antes de plegarlos, Yoshino trabajaba solo con el cuadrado de papel hasta completar el modelo. Comenzaba con una imagen del modelo terminado, e iba plegando las diferentes secciones de su diseño, llegando eventualmente a plegar las distintas secuencias en el modelo completo. Este modo de trabajo hacía que la realización de un modelo le insumiera mucho tiempo y esfuerzo hasta completarlo.
Los diagramas de sus modelos se publicaron en las Origami Tanteidan Magazine, NOA magazine, y en los libros de diagramas de las convenciones de origami de la JOAS (Japan Origami Academic Society). También en libros de convenciones de la BOS (British Origami Society), MFPP (Mouvement Français des Plieurs de Papier), y de Origami USA.
En la Origami Database pueden encontrarse citados la mayor parte de sus modelos, indicándose en qué libro, o revista, se puede encontrar. Se indican a continuación algunas de las figuras de papiroflexia de Issei Yoshino cuyos diagramas o cp (crease patterns) han sido publicados en libros de recopilaciones de diagramas (en libros de convenciones de la JOAS, en las Origami Tanteidan Magazine, en las NOA magazine, y en otros libros y magazines, listado no exhaustivo): "Baby tyrannosaurus", "Brontosaurus", "Tyrannosaurus", "Cheval", "Coelacanth", "Manta ray" cp, "Tiger", "Samurai helmet", "F-15 Eagle", "FA-18 Hornet", "Harrier". El diagrama del FA-18 Hornet fue realizado por Noboru Miyajima a partir del diseño de Yoshino y publicado en el 2007 en la Origami Tanteidan Magazine N.º 102, en tanto que el diagrama del Harrier fue realizado por Koshiro Hatori, a partir de borradores inconclusos de Issei Yoshino, y publicado en 1998 en el libro de la cuarta convención Origami Tanteidan.
Su libro del esqueleto de un Tiranosaurio fue publicado en 1993 por Origami House (con el título en japonés ティラノサウルス全身骨格折図＆正体折図), y también en el mismo año se publicó la versión en inglés en Canadá por Origami Maple con el título "Skeleton of a Tyrannosaurus rex". Este modelo fue diseñado por Yoshino para ser plegado a partir de 21 cuadrados iguales de papel.
Su libro "Issei Super Complex Origami" (en japonés: 一生スーパーコンプレックスおりがみ) fue publicado en 1996 por Origami House, en japonés. El libro presenta los diagramas de una variedad de modelos complejos: desde motocicletas hasta dinosaurios, pasando por el tigre rugiendo, congelado en el momento de saltar, tal vez su modelo más representativo (este modelo también se publicó en el libro de la convención Origami USA 1996 y en el libro de modelos de la primera convención Origami Tanteidan de 1995). En este libro se encuentra también el esqueleto de Triceratops. Este modelo fue diseñado por Yoshino para ser plegado a partir de 19 cuadrados iguales de papel.